# Вила Тури (Терамо)
Вила Тури је насеље у Италији у округу Терамо, региону Абруцо.
Према процени из 2011. у насељу је живело 246 становника. Насеље се налази на надморској висини од 259 м.